# Kutschpferdestall

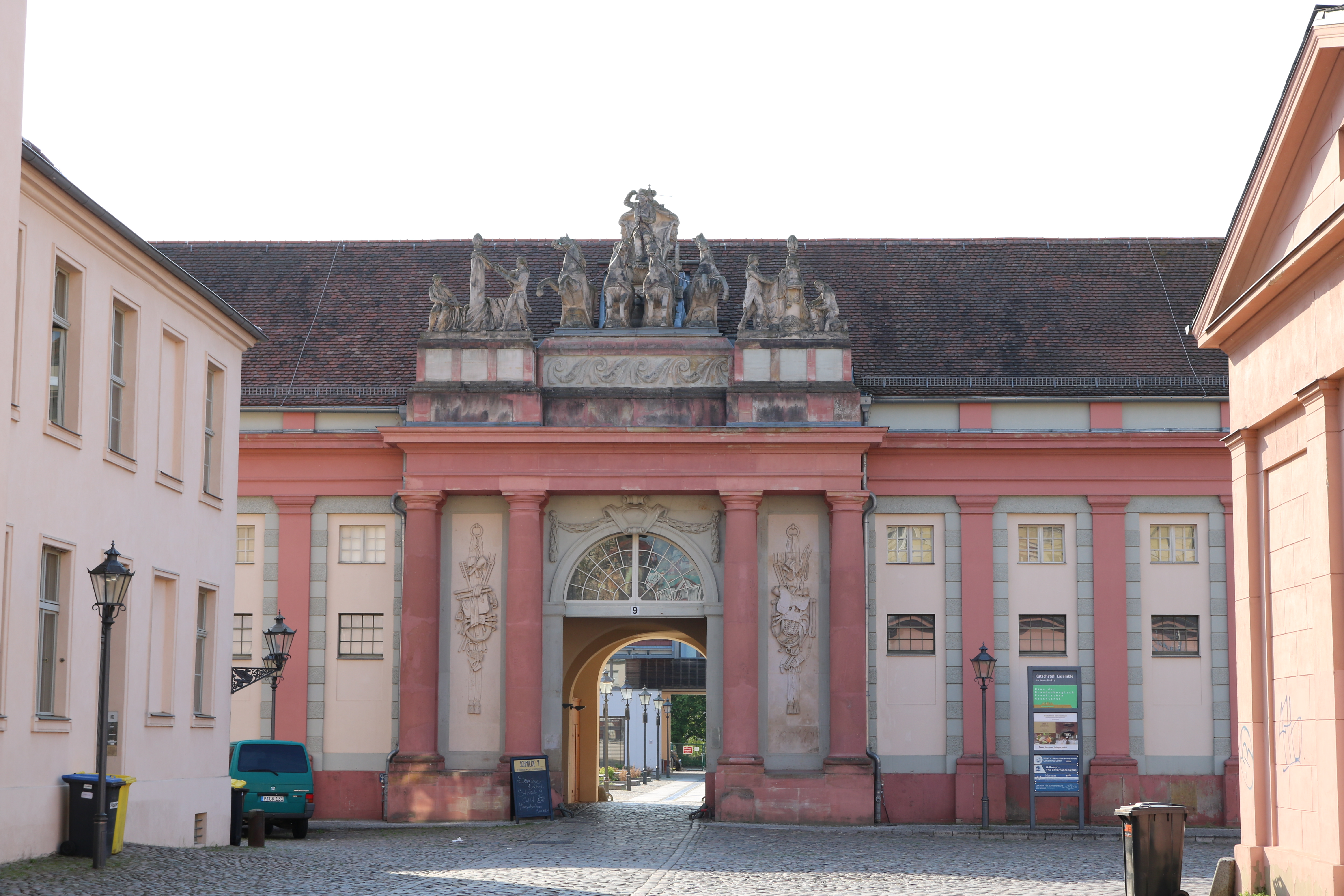
Ansicht des Kutschpferdestalls vom Neuen Markt

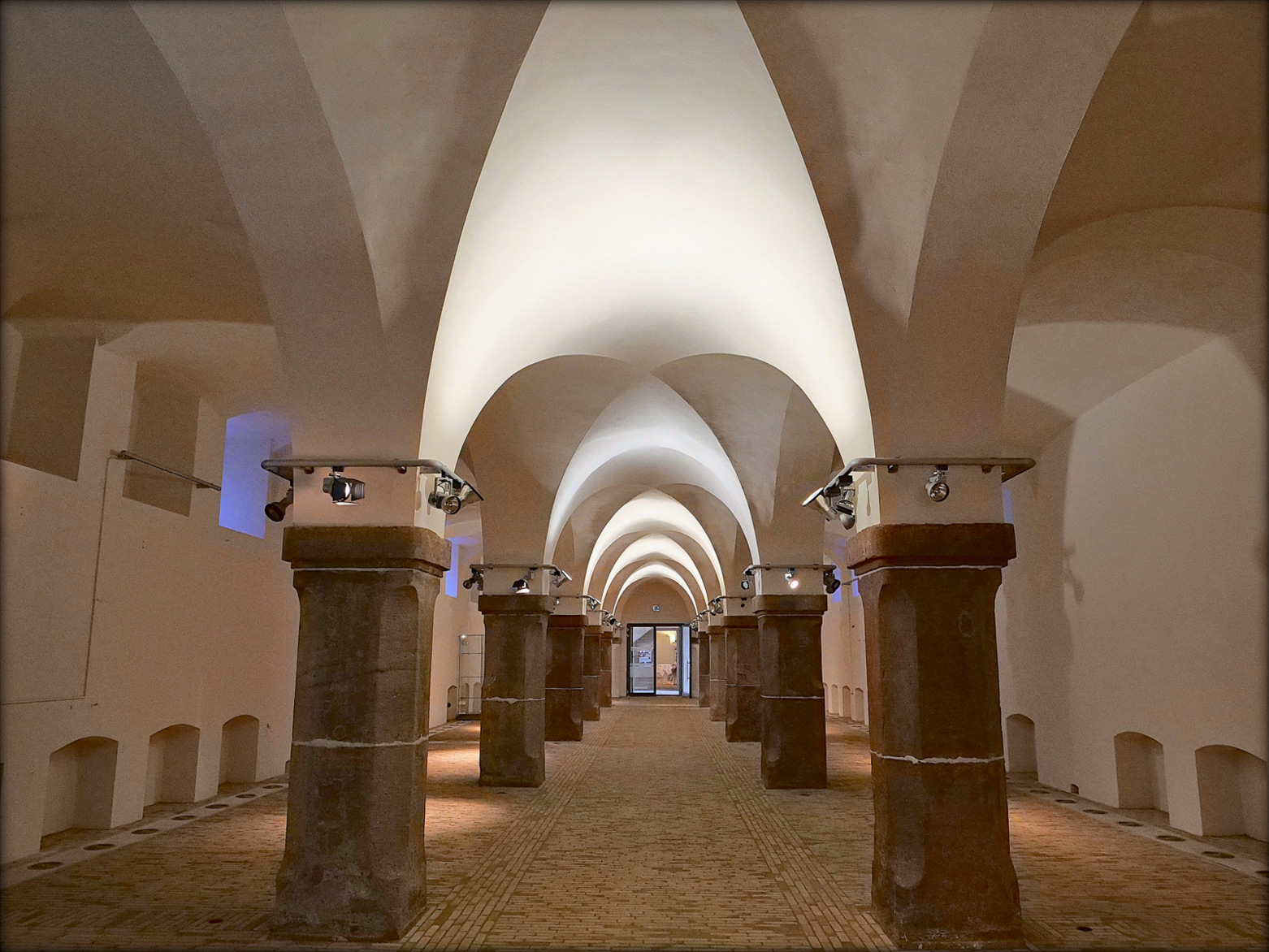
Innenraum des Kutschstalls

Der Kutschpferdestall (kurz Kutschstall) ist ein Baudenkmal am Neuen Markt in Potsdam. Er wurde in den Jahren 1787–1789 von Andreas Ludwig Krüger im Stil des Klassizismus errichtet. Der ehemalige Stall für die Kutschpferde des Stadtschlossensembles beheimatet seit 2003 das Haus der Brandenburgisch-Preußischen Geschichte.

## Geschichte
Direkt neben dem Marstall für die königlichen Reitpferde am Standort des Stadtschlosses erbaute der preußische Hofbaumeister Andreas Ludwig Krüger mit den Bildhauern Johannes Eckstein und Johann Christoph und Michael Christoph Wohler in den Jahren von 1787 bis 1789 im klassizistischen Baustil den Kutschpferdestall mit aufwendiger Fassadenornamentik und einem Portal der Art eines römischen Triumphbogens mit vier freistehenden toskanischen Säulen aus Rothenburger Sandstein an der Schauseite des Stalls für 100 königliche Kutschpferde. Das kurz auch Kutschstall genannte Gebäude beinhaltete im Obergeschoss außerdem Zimmer für Vorreiter und Stallburschen und auf dem Hof Remisen für die zugehörigen Kutschen.
Auf den Portalgesimsen befinden sich zwei Figurengruppen, die eine Quadriga mit der Skulptur Johann Georg Pfunds einrahmen, dem Leibkutscher Friedrichs des Großen. Nach dem Ersten Weltkrieg nutzte zunächst die berittene Polizei den Kutschpferdestall. Später wurden die Gebäude dann als Tennishalle, Möbellager, Garagen, Werkstätten und ab 1940 als Obst- und Gemüsemarkt genutzt. Nach den Brandschäden in Folge der Bombennacht von 1945 wurde das Anwesen wieder instand gesetzt und fand in den Folgejahrzehnten erst wieder als Werkstatt – diesmal zur Autoreparatur – und später als Lager für den Großhandelsbetrieb Obst, Gemüse und Speisekartoffeln Verwendung. Nach ihrer Grundsanierung werden die Gebäude seit 2003 als Museumsräume für das Haus der Brandenburgisch-Preußischen Geschichte genutzt. Bis September 2020 ist der Kutschstall wegen Umbau geschlossen.

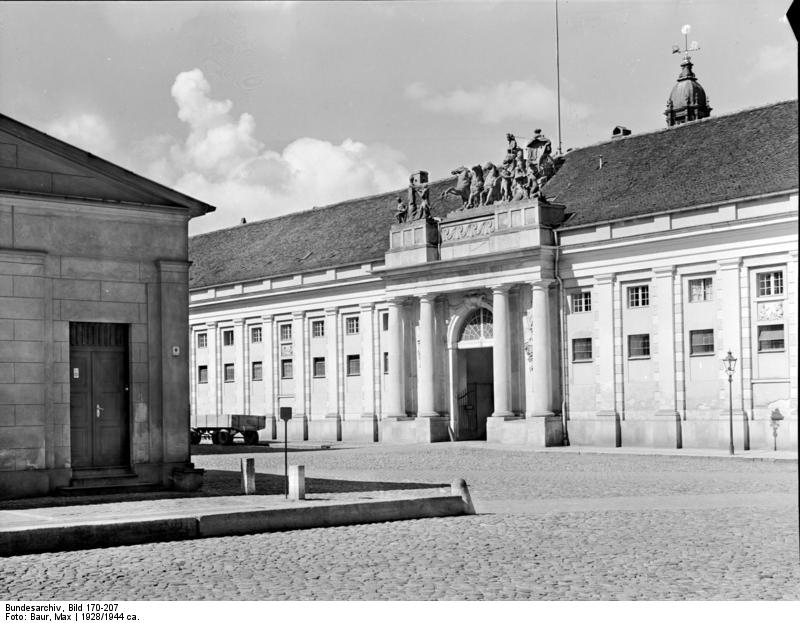
Ansicht von Nordosten, vor 1945
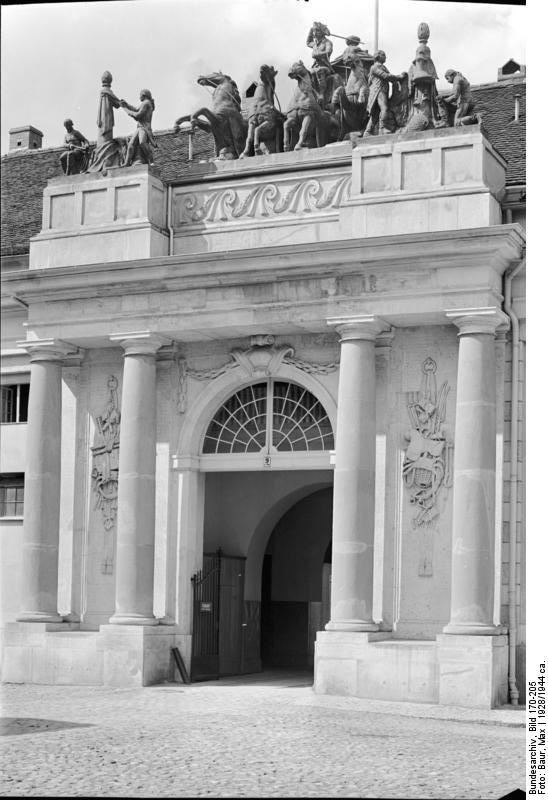
Portal des Kutschpferdestalls, vor 1945
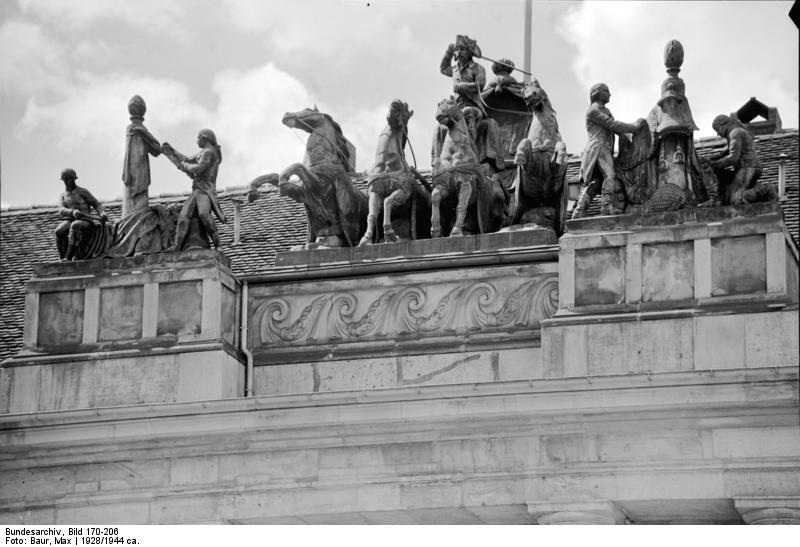
Quadriga des Kutschpferdestalls, vor 1945